# Ruptiliocarpon
Ruptiliocarpon es un género monotípico perteneciente a la familia Lepidobotryaceae. El género tiene solo una especie, Ruptiliocarpon caracolito.

## Descripción
Ruptiliocarpon es un árbol, de 20 a 30 metros de altura, en ocasiones hasta 40 metros. El tronco es recto y de 50 a 90 centímetros de diámetro. Las hojas están dispuestas alternativamente en dos filas a lo largo del tallo. La hoja es elíptica  y el margen es entero. Consta de una sola hoja en el extremo de un raquis. El peciolo está hinchado en toda su longitud y una unión visible lo separa de los raquis.  Hay un par de estípulas fusionadas en la base del peciolo . La inflorescencia es una disposición irregular de varios picos unidos frente a una hoja.
Las flores son pequeñas y verdes con cinco sépalos y cinco pétalos que son casi iguales. La flor se abre sólo ligeramente, produciendo un pequeño orificio en su extremo. Las flores masculinas y femeninas son ligeramente diferentes en apariencia, con cada árbol que tiene solo flores de un solo sexo. Los diez estambres están unidos en un tubo, que segregan néctar. El fruto es una cápsula , de 2,5 a 3,5 cm de largo y de 1,5 a 2,5 cm, que contiene una o rara vez, dos semillas. La cápsula se rompe y sus pedazos caen, dejando la semilla y los endocarpios. Los endocarpios luego caen, dejando las semillas que cuelgan en el árbol. La semilla es brillante y negra con su tercio inferior cubierta por un arilo naranja.

## Distribución y hábitat
Se trata de un árbol que crece en varias áreas pequeñas aisladas de centro y Sudamérica. Se conoce en Costa Rica, Colombia, Perú y Surinam. Es localmente común en las laderas y otras áreas con buen drenaje, a menudo en arcilla roja, desde el nivel del mar hasta los 400 metros de altura.

## Relaciones
Ruptiliocarpon caracolito es una de las dos especies de la familia Lepidobotryaceae, la otra es el pequeño de árbol de África Lepidobotrys staudtii. Los dos se parecen mucho en ser árboles con hojas alternas, elípticas, unifoliadas en dos filas a lo largo de las ramitas. Las flores son pequeñas, verdese, con cinco sépalos y cinco pétalos que son casi iguales, y diez estambres en dos series. El fruto es una cápsula con una o rara vez, dos semillas.
Ruptiliocarpon difiere de Lepidobotrys en varios aspectos. El estigma es corto, en lugar de alargadas, y el ovario tiene dos en lugar de tres compartimentos. Las diferencias son más evidentes en las partes masculinas de la flor y en la apertura de la fruta. En Ruptiliocarpon, los estambres tienen filamentos que son cortos y unidos en un tubo. Las anteras son basifijas en lugar de versátiles. La cápsula se rompe irregularmente, en lugar de dividirse a lo largo de una costura.

## Taxonomía
Ruptiliocarpon caracolito fue descrita por Hammel & N.Zamora y publicado en Novon 3(4): 408–414, f. 1–3. 1993.
Etimología
Ruptiliocarpon es un híbrido de latín-griego del nombre ruptilio, que en latín, significa "dividir irregularmente", y "carpon" es la palabra griega para la fruta . El nombre describe la apertura característica de la fruta y es una clara diferencia de Lepidobotrys, el otro miembro de la familia.

## Nombres
Cedro caracolito no es un cedro en el sentido más estricto, pero en español, el término "Cedro" se aplica a una amplia variedad de árboles . En Costa Rica , donde la mayoría de los ejemplares de cedro caracolito han sido recogidos, el término "cedro", como un adjetivo calificativo, se aplica a Carapa (Meliaceae), Cedrela (Meliaceae), Tapirira (Anacardiaceae), y Calophyllum (Clusiaceae)
La semilla está rodeada por dos endocarpios que caen al suelo. Se le conoce como el cedro caracolito, el "pequeño caracol de cedro", debido a que el mayor de los dos endocarpios se asemeja a una pequeña concha. La madera de Ruptiliocarpon es luminosa y se utiliza en ebanistería, pero a menudo es pasada por alto por los madereros.